# Coenotephria eteocretica
Coenotephria eteocretica là một loài bướm đêm trong họ Geometridae.